# Báruk szír apokalipszise
Báruk szír nyelvű apokalipszise vagy Báruk második könyve egy ószövetségi apokrif irat. Ez egy zsidó írás, amelyről azt tartják, hogy az i.sz. 1. század végén vagy a 2. század elején keletkezett, feltehetően a jeruzsálemi templom i.sz. 70-es lerombolása és a Bar Kohba-felkelés között.

## A két mű tartalmának rövid leírása
Báruk, Jeremiás írnoka egy második irodalmi ciklust hozott létre. Báruk második könyve vagy szír nyelvű apokalipszise szoros kapcsolatban áll a történelemmel: utal Jeruzsálem elfoglalására és a Templom lerombolására. Az eseményt a Kr. e. 587-es katasztrófa színeivel festi le. A szerző önmagát Jeremiás tanítványának tartja. Az apokalipszis Dániel könyvéhez hasonló, Báruk történetével kezdődik, majd a látomásokkal folytatódik, amelyek hangsúlyozzák a kapcsolatot Jeruzsálem lerombolása és a kinyilatkoztatások között. A szöveget Jeremiás levele zárja.
A bevezetésben Isten tudtul adja Báruknak Jeruzsálem elfoglalását és tűz általi pusztulását. Az isteni közlést Báruk imája követi és az Úr válasza. Egy látomás során Báruk és Jeremiás a város falára kerülnek, és előre meglátják az angyalok által okozott tűzvész lángjainak felvillanását. Isten maga okozza a tüzet a Sionon, mintsem hagyja, hogy azt a kaldeusok tegyék. Jeremiás Babilonba megy, Báruk viszont, aki Jeruzsálemben marad, siratóénekbe kezd.
Mivel a 10-12. fejezet számos siralmat közöl, néhány kutató megállapította, hogy az egész könyv egy hosszas lametáció a Templom felett, és a Kr. utáni 70-es eseményeket idézi fel liturgikus kontextusban. A zsidók Kr. u. 135-ig zarándokolhattak Jeruzsálembe, és a zsidó irodalom említést tesz azokról, akik sírtak Jeruzsálemben. A két világ, az mostani és az eljövendő létét a 2Bár 15,8 megerősíti. Néhány kérdés a végre vonatkozik: Meddig kell még elviselnünk ezt a világot? (2Bár 21,19) Az isteni válasz jóváhagyja, hogy e fájdalommal teli világ tizenkét korszakból áll, ezt követi a messiási birodalom, a paradicsomi időszakot követően pedig elérkezik majd a feltámadás.
A messiási eszme három szakaszban tűnik fel. A messiási idők jellemzője az eljövendő világ előjátéka: Palesztina termékenysége a Messiás napjaiban, győzelme a rómaiak felett. A Messiás azonos a Szolgával (2Bár 70,9). A feltámadásnak meghatározott helye van az eszkatológiába: egyetemes lesz és megnyitja az új világot, ahol az igazak elnyerik jutalmukat, a gonoszok pedig büntetésüket.
A felhőről szóló látomásban a világ történelmét egy felhő szimbolizálja, amely a tengerből száll fel és 12 eső esik belőle, majd másik további két eső, sötét és fényesen ragyogó. A felhő magasabb pontján van egy villám, amely tizenkét, tengerből jövő folyó fölött gyakorolja hatalmát. A látomást követően Báruk imádkozik, és imájában megemlíti Ádám vétkét. Ádám csak önmaga számára lett bűn oka, minden ember pedig Ádámmá lettsaját maga számára (2Bár 54,19). Úgy tűnik, hogy Báruk második könyve befolyással bírt az Ezdrás negyedik könyvében található „rosszra való hajlam” tanára.
A Báruk görög apokalipszise, mely ismert 4Bár néven is szövegrokonságban áll ezzel a művel. (A művet ismeri a Barnabás levele, amely Kr. u. 95 körül íródott) Valószínű azonban, hogy a görög nyelvű apokalipszis későbbi a szírnél. A szláv nyelven fennmaradt Hénok-könyvvel való kapcsolata viszont szorosabbnak tűnik, mert mindkét szöveg említi a napszekeret. Jeremiás tanítványa számára, akit egy angyal mutat be, lehetőség nyílik szemlélni a világmindenséget, az öt ég mennyei titkait, a poklot a sárkánnyal, aki felemészti az elítélteket, a csillagok mozgását, valamint a választottak és az angyalok lakóhelyét.

## Magyar szövegkiadás
- Kmoskó Mihály: Liber Apocalypseos Baruch Filii Neriae translatus de Graeco in Syriacum. in: Patrologia Syriaca I/2. Ed. Richard Gaffin. Paris, Firmin-Didot, 1907, 1056–1207.